# Операция «Михайлович»
Операция «Михаилович» или «Михайлович» (сербохорв. Операција Михаиловић / Operacija Mihailović), в документах четников упоминается под именем «Удар по воздуху» (сербохорв. Udarac u vetar / Ударац у ветар) — немецкая антипартизанская операция, проходившая с 4 по 9 декабря 1941 на территории оккупированной немцами Сербии в области Шумадия. Целью операции являлось нанесение удара по югославским четникам полковника Драголюба Михайловича. Операция завершилась успехом немецких войск, но Михайлович и его штаб успели избежать плена.

## Предыстория
В конце августа 1941 года Ядарский четницкий отряд, освободив Лозницу от немцев, начал партизанскую войну в Сербии. В течение сентября зона антинемецкого восстания в Сербии значительно расширилась: силами партизан и четников были освобождены Подринье и Мачва (кроме города Шабац). В конце сентября — начале октября восстание охватило Шумадию и долину Западной Моравы (Чачак, Кралево, Крушевац). Ответным действием со стороны немцев против четников стала наступательная операция под кодовым названием «Дрина», когда с севера, со стороны Срема (Независимое государство Хорватия) на юг двинулась 342-я пехотная дивизия. К концу октября немцы заняли Мачву и Среднее Подринье, изгнав оттуда четников, а затем прорвали осаду Валево и после двинулись на восток, к цитадели четников на Равна-Горе.
С осени 1941 года немецкие войска начали массовый антиюгославский террор, расстреливая массово местных жителей за поддержку сил сопротивления (как партизан, так и четников). Только в октябре немцы убили около 10 тысяч мирных жителей. Вскоре союз партизан и четников раскололся, что привело фактически к началу гражданской войны. Немцы остановили наступление, рассчитывая, что четники и партизаны сами перегрызут друг друга, но 20 ноября 1941 те подписали перемирие и согласились прекратить кровопролитие. Это стало сигналом для немцев: с 25 по 30 ноября те провели ещё одну операцию под кодовым названием «Долина Западной Моравы» против обеих враждующих друг с другом фракций. Своим успешным наступлением в районе Дрины и Западной Моравы немцы замкнули окружение в Шумадии и направили свои главные силы в сторону Равна-Горы, где находился штаб четников с Дражей Михайловичем.

## Планы сторон

### Немцы
Командовал немецкими войсками в Сербии генерал Пауль Бадер. 3 декабря 1941 года он отдал приказ своим войскам, согласно которому главной целью ставилось уничтожение войск Михайловича и его штаба к югу от города Валево. Для этого необходимо было полностью окружить Равна-Гору и плотным огнём накрыть территорию площадью 120 км², зачистив её от вражеских войск. Немцы собирались атаковать противника с четырёх сторон. Сама операция по подавлению сербского восстания получила своё имя в честь лидера противников. Командование немцев выделило 342-ю пехотную дивизию для проведения этой миссии, поскольку солдаты дивизии имели достаточный опыт противостояния четникам и партизанам, которого набрались за два месяца. Чтобы добиться психологического превосходства, за два месяца до начала операции командование издало приказ: за каждого раненого немецкого солдата будут расстреливаться 50 мирных жителей, за каждого убитого — 100 мирных жителей.

### Четники
Командование четников во главе с Драголюбом Михайловичем было в курсе того, что немецкие войска собираются для нападения на Равну-Гору, поэтому стало прорабатывать свой план, по которому разделяло свои войска на десятки, пятёрки и даже тройки для большей манёвренности и повышения способности к прорыву.. Михайлович понимал, что рельеф местности не позволяет надолго задержать немцев, поэтому готовил свои войска к тому, что Равну-Гору придётся отбивать у немцев. План исключал открытое противостояние немцам по всей протяжённости фронта, поскольку свободного пространства практически не было. Тем не менее незадолго до начала наступления майор Любомир Йованович, командир жандармерийской роты в Валево подбросил немцам фальшивые разведданные, по которым четники якобы планировали вести открытый бой по всем фронтам. Эта военная хитрость должна была заставить немцев снизить темп своего наступления, а также развязать руки на время капитану Драгославу Рачичу, который собирался со своими войсками отвлечь немцев.

## Силы сторон

### Немцы
На территории оккупированной Сербии немцы изначально держали три пехотные дивизии, чьё командование располагалось в Белграде, а батальоны были разбросаны по многочисленным городам. Это были 704-я, 714-я и 717-я полицейские дивизии. После начала выступления четников 5 сентября немцами из Салоник был срочно выведен в Сербию 125-й пехотный полк, но к концу сентября этого было уже недостаточно. 23 сентября из Германии срочно была переброшена 342-я пехотная дивизия, а в середине ноября 1941 года немцы вывели из СССР и отправили в Сербию 113-ю пехотную дивизию, которой также досталось от партизан (за месяц дивизия из 20 тысяч человек личного состава потеряла 6 тысяч убитыми и ранеными). Решающую роль в операции предоставили 342-й пехотной дивизии численностью 20 тысяч человек (как минимум половина личного состава была в полной боевой готовности).

### Четники
Командование четницких отрядов Югославской армии в начале декабря 1941 года располагалось в деревнях на Равна-Горе. В состав Командования входило подразделение личной охраны — Горная королевская гвардия численностью 500 человек под командованием поручика Николы Калабича. Остальные подразделения были разделены на менее крупные части, чтобы им было легче прорываться: например, Рибницкая бригада майора Александра Мишича и Таковская бригада поручика Звонимира Вучковича (численность обеих бригад около 300 человек). Самой многочисленной бригадой была Церская под командованием капитана 1 класса Драгослава Рачича, действовавшая к югу от Валево и насчитывавшая около 1200 человек. В составе командования полковника Михайловича был глава военной британской миссии, капитан британской армии и агент Управления специальных операций Билл Хадсон.

## Ход операции
Операция началась 4 декабря 1941, когда 342-я пехотная дивизия, разделившись на четыре колонны, пошла в атаку на Равну-Гору. Первая колонна двинулась из Валево и прошла через село Дивци, а затем 6 декабря вышла к селу Струганик и повела перед собой взятых в плен сербских мирных жителей, прикрываясь ими как живым щитом. Ещё перед началом немецкой операции Дража Михаилович приказал своим войскам уходить из района Равна-Горы, а 5 октября в село Бершичи прибыл курьер, который сообщил новость, по которой майор Александр Мишич собирался в селе Струганик оказать немцам фронтальное сопротивление. Дража поручил командование штабом подполковнику Драгославу Павловичу, который по ранее утверждённому плану собирался идти в прорыв по Овчарско-Кабларскому ущелью вместе с Горной королевской гвардией поручика Николы Калабича. Дража с майором Захарие Остойичем и пятью телохранителями на лошадях помчались к Мишичу в Струганик, чтобы лично остановить того от необдуманных действий.
Вторая колонна 4 декабря также вышла из Валево, но направилась через Клинцы к селу Пауне и 6 декабря вышла в село Райковиче. Третья колонна вышла 4 декабря из Чачака и через Горню-Гориевицу направилась в Дружетичи, куда прибыла в ночь с 5 на 6 декабря. В ту же сторону двигалось и командование четников, которым руководил подполковник Драгослав Павлович и куда входил шеф британской военной миссии капитан Билл Хадсон. Вместе с охраной поручика Калабича отряд провёл удачный манёвр и сумел выбраться из немецкого кольца окружения под прикрытием темноты, после чего третья колонна направилась в сторону села Теочин и далее к Брайичам. Четвёртая колонна вышла из Крагуеваца 4 декабря и через Горни-Милановац вышла в Таково и Горни-Баняни.
Вечером 5 декабря полковник Дража прибыл в село Струганик, где встретил майора Мишича, а ранним утром 6 декабря первая немецкая колонна через холм Разбой под прикрытием танков прорвалась в село Струганик, прикрываясь живым щитом из местных жителей. Немцы открыли огонь по четникам, которые побежали в соседний лес. Чтобы защитить полковника Дражу и спасти заложников, майоры Александр Мишич и Иван Фрегл с несколькими из четников сами побежали к немцам, и немцы их сразу же взяли в плен. Мишич заявил, что он и есть тот самый Михайлович. Немцы, принявшие его слова за чистую монету и не догадавшиеся об обмане, временно приостановили наступление, дав тем самым возможность Михайловичу и Остойичу выйти из леса с остальными четниками. Уже затем немцы отвели Мишича и Фрегла в Валево, где подвергли их пыткам и 17 декабря расстреляли.
В ночь с 6 на 7 декабря Михайлович прибыл в Кадину-Луку, обойдя все немецкие линии. Четыре немецкие колонны встретились 7 декабря на Равна-Горе, безуспешно обыскивая пустую территорию в течение нескольких часов. После войска отправились в близлежащие сёла, которые сожгли в знак мести, а затем отправились в Мионицу, где продолжили поиски штаба. 8 декабря Дража выбрался из Кадины-Луки в Теочин под Равной-Горой, которую немцы обыскивали днём ранее. Поскольку активность немецких войск повысилась в это время к юго-востоку от Валево, капитан Драгослав Рачич согласно приказу Михайловича перевёл Церскую бригаду с горы Медведник в сторону Дрины, в Азбуковицу на гору Бобия. Церская бригада вышла 12 декабря 1941 на территорию НГХ, где установила связь с сербскими восставшими, которые очистили от усташей и немцев часть Восточной Боснии. Повстанцами руководил Ездимир Дангич.

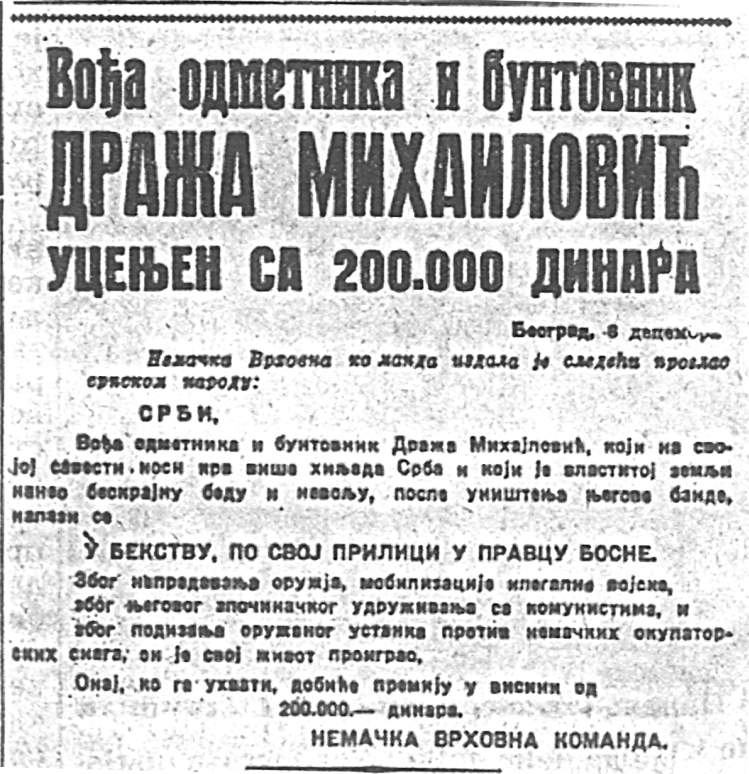
Объявление о розыске Михайловича и вознаграждении в 200 тысяч динаров за его голову

Наступление немцы остановили 9 декабря 1941, сообщив о следующих успехах: уничтожено 12 солдат и офицеров противника, захвачено 484 человека в плен (482 мужчины и 2 женщины). Трофеи: 317 винтовок, 21 тысяча патронов, 3 автомобиля, 37 лошадей, два телеграфных аппарата, одна коротковолновая радиостанция. Штаб, однако, не был ликвидирован, и в тот же день были напечатаны объявления о розыске Драголюба Михайловича. Его голову оценили в 200 тысяч динаров, а самого Михайловича обвинили в организации восстания против немецких войск и в последующей гибели тысяч сербов. Ежедневный бюллетень ОКХ сообщил, что остатки отрядов Михайловича скрываются к юго-западу от Валево, но на самом деле это была Церская бригада капитана Рачича, которая ушла с горы Медведник в Азбуковице с целью пробраться в Восточную Боснию на территорию, контролируемую Дангичем. Не подозревая о том, кто на самом деле руководит бригадой, немцы решили, что как раз именно Михайлович хочет сбежать в Боснию, де-юре принадлежащую Хорватии. 10 декабря Дража прибыл в село Теочин, где был до начала наступления, и окончательно спутал все карты партизанам и немцам: партизаны убедились, что четники продолжают боевые действия, а немцы окончательно запутались в вопросе местонахождения лидера четников.

## Итог
Несмотря на то, что немцы подавили восстание и восстановили контроль над всей территорией Сербии, которую отбили четники и партизаны, поймать Драже Михайловича им не удалось, поскольку лояльные ему войска рассеялись по горным деревням по всей стране и стали там набирать добровольцев для антинемецкой борьбы. Вермахту пришлось обратить внимание на восточную часть Независимого государства Хорватии, в которой часть территории контролировалась повстанцами майора Ездимира Дангича, и перейти в январе 1942 года в наступление против его войск вместе с хорватами. До 21 декабря Дража был в селе Теочин, куда вскоре прибыли с командованием подполковник Драгослав Павлович, майор Мирко Лалатович, лейтенанты Никола Калабич и Звонимир Вучкович, радиотелеграфист Слободан Ликич и британский капитан Билл Хадсон. Михайловичу сообщили две новости: во-первых, генерал Душан Симович, глава югославского правительства в изгнании, скрывавшегося в Лондоне, добился произведения Михайловича в бригадные генералы (указ подписал 19 декабря 1941 король Пётр II); во-вторых, в войну вступили Соединённые Штаты, объявившие войну Японии и Германии и ставшие ещё одним союзником Югославии.

## «Лесной» военный министр
Осознавая все возможные последствия дальнейших боёв в районе Равна-Горы, бригадный генерал Дража Михайлович 22 декабря 1941 перебрался на гору Вуян в деревне Луневица, а затем 12 января 1942 спрятался в зимнем ваяте в деревне Ябланица. За день до перехода генерала в Ябланицу новый глава Югославского правительства в изгнании академик Слободан Йованович своим приказом назначил Дражу министром сухопутных, воздушных и морских войск, а король Пётр II Карагеоргиевич 19 января произвёл Дражу в дивизионные генералы. Это позволило признать Югославские войска на родине как законную силу сопротивления, представлявшую Югославию в антигитлеровской коалиции (туда на тот момент входили Великобритания, СССР, Польша, Франция, Греция, Чехословакия и США), поскольку все остальные члены коалиции поддерживали дипломатические отношения с королевским югославским правительством.

## Интересные факты
- Пленных Александра Мишича и Ивана Фрегла держали в одной камере гестаповской тюрьмы. Никто из них не выдал никакой информации о Михайловиче, за что оба были расстреляны 17 декабря 1941 г.[12]. По предложению бригадного генерала Дражи Михайловича югославское правительство посмертно наградило Мишича и Фрегла Орденом Звезды Карагеоргия (Мишича — III степени, Фрегла — IV степени).
- Немцами были сожжены многочисленные деревни в Шумадии, особенно пострадали Струганик и Коштуничи, поскольку именно там началось восстание под предводительством Михайловича. 6 декабря 1941 г. был разграблен и сожжён дотла дом покойного Живоина Мишича[12]: именно там располагалось командование Михайловича с сыном Живоина Александром и другими офицерами, попавшими в плен к оккупантам. Ныне на месте дома стоит памятный знак.
- Вознаграждение за голову Михайловича составляло 200 тысяч динаров, что было по тем временам неслыханной суммой. Немцы ожидали, что крестьяне, традиционно поддерживавшие четников, согласятся выдать своего лидера за такие деньги. Так, на 1000 динаров можно было купить пару хороших быков[21][22]. Соответственно, на все средства вознаграждения можно было купить 400 быков.
- Именно после крушения восстания Дража Михайлович стал отращивать бороду как символ непокорности немецкой оккупации. Первые фото, на которых Михайловича можно видеть с бородой, появились в январе 1942 г.
- Командование Дражи находилось в январе 1942 г. в ваяте около села Ябланица на занесённой снегом горе Вуян. Благодаря небольшой радиостанции, которая была у офицера связи Йосипа Грбца, Дража узнал от британского радио Би-би-си о своём назначении на пост военного министра. В шутку Дража добавил, что было бы хорошо, если бы ему ещё предоставили автомобиль для более быстрого передвижения[23]. После этой шутки один из телохранителей Дражи даже написал углем на стене ваята «Министерство армии, флота и авиации»[23].